# Leva och låta dö (roman)
Leva och låta dö, (eng. titel Live And Let Die) den andra i en serie romaner om agenten James Bond, skrivna av Ian Fleming. Boken kom ut på engelska första gången 1954, och tjänade som förlaga till filmen Leva och låta dö med Roger Moore från 1973.

## Handling
James Bond sänds till New York för att utreda "Mr Big", en gangsterboss som säljer 1600-talsmynt för att finansiera ryska spionoperationer. Samtidigt kan Bond därmed få hämnd på SMERSH för tortyren i Casino Royale. Under uppdraget träffar han åter amerikanske agenten Felix Leiter, en guide vid namn Quarrel, och spåkvinnan Solitaire. Jakten tar Bond över stora delar av USA till Mr Bigs gömställe.

## Karaktärer (i urval)
- James Bond
- Mr Big
- Solitaire
- Felix Leiter

## Serieversion
Mellan december 1958 och mars 1959 gavs Leva och låta dö ut som tecknad serie i tidningen Daily Express. Romanen adapterades av Henry Gammidge och ritades av John McLusky. Serien har senare återpublicerats i såväl album som den svenska tidningen James Bond Agent 007.

## Övrigt
- Delar ur den här romanen har figurerat i tre Bond-filmer. Förutom skurken Mr Big i filmen Leva och låta dö, innehåller filmen Ur dödlig synvinkel den här bokens slutscen, och filmen Tid för hämnd hamnar Leiter i samma situation som i den här boken - och meddelandet som lämnas med Leiter är till och med detsamma, ord för ord. Det ställde till det en del när John Gardner skulle förvandla filmen Tid för hämnd till boken med samma namn. Lösningen är inte elegant.
- Den här boken har fått utstå mycket kritik för dess behandling av svarta. Särskilt kapitel 5, som på engelska heter "Nigger Heaven" och på svenska det lite smakfullare "Svart himmel". Den himmel som det syftas på är en strippklubb.